# 김예준 (가수)
김예준(2001년 8월 15일 ~)은 대한민국의 가수다. 2020년 싱글 앨범 [Love Drop]으로 데뷔했다.

## 학력
- 동아방송예술대학교 보컬

## 방송
- 언더나인틴 (2018) - Top49(랩 10위)
- 보이스 코리아 2020 (2020) - Top32
- 더 아이돌 밴드 (2022) - 5위

## 음반
- LOVE DROP (2020)
- Fall (2020)
- REMEMBER (2020)
- Take Me Down (2020)
- Relationship (2021)

## 피처링
- 하민호 <예의 있게 얘기해> (2021)